# سایوز۲۶
سایوز-۲۶ (به روسی: Союз 25)(به معنای اتحاد ۲۶) دومین مأموریت سرنشین دار سازمان فضایی شوروی به مقصد ایستگاه فضایی سالیوت۶ و اولین اتصال موفقیت آمیز به آن بود. سایوز۲۶ یک موفقیت بزرگ برای شوروی به حساب می آمد و فضانوردان توانستند رکوردهای جدیدی از خود در رقابت فضایی با رقبای آمریکایی به جا بگذارند. به دلیل تغییر ماهیت اهداف مأموریت های روسی، این مأموریت با دو مأموریت بعدی در ارتباط کامل بوده است.

تجربه های جدیدی که روس ها در سالیوت۵ به دست آورده بودند و اضافه کردن یک درگاه دیگر به سالیوت۶ باعث شد فضانوردان مجموعاً ۹۶ روز را در این ایستگاه سپری کنند که رکود آمریکایی ها در اسکای لب۴ را شکست. همچنین برای نخستین بار در تاریخ سه ماشین فضایی به هم متصل شدند. روس ها پس از گذشت ۸ سال از سایوز۴ دوباره توانستند پیاده روی فضایی انجام دهند. در این مأموریت نخستین بار از لباس فضانوردی اورلان رونمایی شد که همچنان در ایستگاه فضایی بین‌المللی در حال استفاده است.

مهندسان شوروی برای اولین بار فضاپیماهای خدماتی پروگرس را عملیاتی کردند و مأموریت پروگرس۱ را برای رساندن موارد مورد نیاز فنی و خوراکی به فضانوردان سالیوت۶ به فضا پرتاب کردند. نکته مهم دیگر این مأموریت و مأموریت های بعدی که به یکدیگر مرتبط بودند آن بود که برای نخستین بار در تاریخ یک انسان غیر روسی و غیر آمریکایی به فضا پرتاب شد.

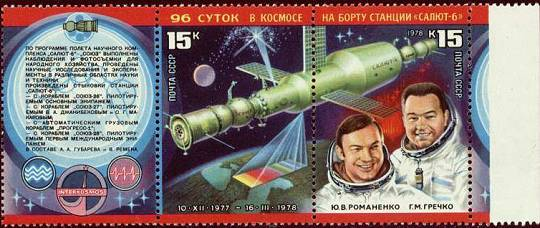
تصویر فضانوردان سایوز۲۶ روی تمبر

## خدمه مأموریت
| شماره | نام           | ملیت               | تعداد پرواز | نقش         | تصویر |
| ۱     | یوری روماننکو | اتحاد جماهیر شوروی | ۱           | فرمانده     |       |
| ۲     | گئورگی گرچکو  | اتحاد جماهیر شوروی | ۲           | مهندس پرواز |       |